# Centrochloa
Centrochloa là một chi thực vật có hoa trong họ Hòa thảo (Poaceae).

## Loài
Chi Centrochloa gồm các loài: